# Umm Tina (Manbidż)
Umm Tina – wieś w Syrii, w muhafazie Aleppo. W 2004 roku liczyła 1903 mieszkańców.